# Herb Wolgastu
Herb Wolgastu stanowi hiszpańską tarczę herbową o złotym polu, gdzie na zielonej ziemi stoi czerwona blankowana wieża z kopulastym dachem, pomalowanym pionowo naprzemiennie kolorem niebieskim oraz złotym, zamkniętą złotą bramą, pomiędzy dwoma zwróconymi ku sobie czarnymi gryfami z czerwonymi językami, złotymi szponami, które stoją na piórach dwóch odwróconych od siebie czarnych kluczy i tylna łapą chwytają wieżę a szponami jej kopułę.
Herb został ustalony pod koniec XIX wieku przez Urząd Heraldyczny Królestwa Prus (Königlich Preußische Heroldsamt) a w 1997 r. został na nowo naszkicowany i zatwierdzony przez Ministerstwo Spraw Wewnętrznych (Bundesministerium des Innern, für Bau und Heimat).

## Objaśnienie herbu
Wieża w herbie symbolizuje ufortyfikowane miasto. Figury gryfów odnoszą się do książąt pomorskich jako założycieli miasta i jego władców. Czarny ich kolor na złotym tle oznacza przynależność miasta, po podziale kraju z 1295 r., do księstwa pomorsko-wołogoskiego (Teilherzogtum Pommern-Wolgast). Kolor niebieski i złoty dachu wieży symbolizuje przynależność miasta po ponownym podziale kraju z 1532 r. również do Księstwa Pomorsko-Wołogoskiego. Oba klucze wskazują na Piotra jako patrona kościoła św. Piotra (St.-Petri).